# Citat

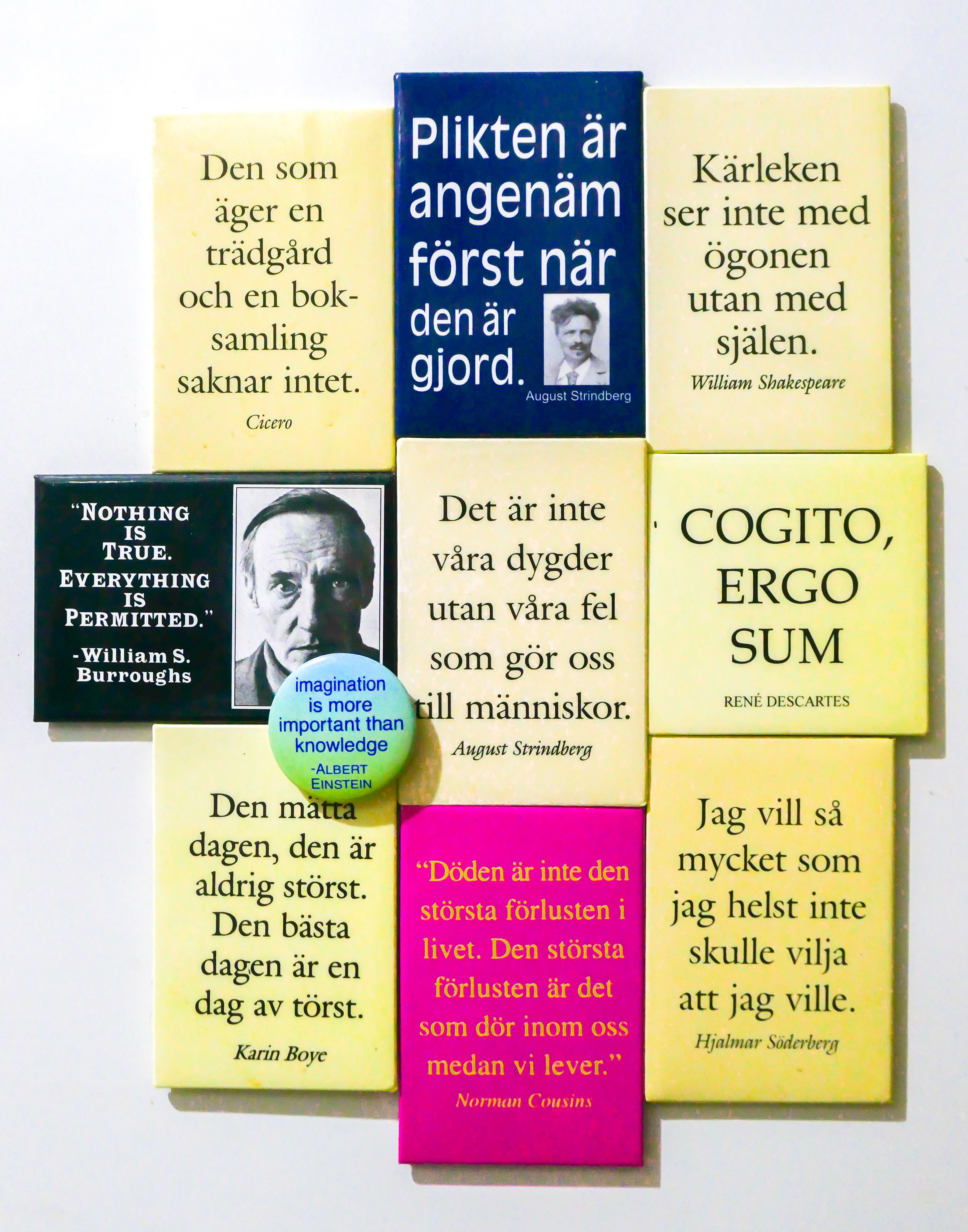
Citat från olika författare, filosofer och vetenskapsmän.

Ett citat är ett exakt återgivande av vad någon har sagt eller skrivit, till skillnad från ett referat, som är ett återgivande med andra formuleringar. Citat förekommer både inom forskning och i konstnärliga verk. Inom klassisk musik motsvaras citat av en inflätad melodi från något annat musikstycke. De juridiska aspekterna av rätten att citera, hur det får ske och när, kallas citaträtt. 

## Konventioner
Ett citat ska redovisas ordagrant inom citationstecken (vilka ibland ersätts med dubbelprimtecken, till exempel då en skrivmaskin saknar riktiga citattecken) eller utbrutet som ett blockcitat, så att det är klart avgränsat från den övriga texten. Det bör (åtminstone) anges vem som har sagt eller skrivit det och var det sagts eller skrivits. Det ska inte råda någon tvekan om vem som har sagt en sak, den som citerar eller den citerade. Det får heller inte råda oklarhet om vad den citerade verkligen sagt; källan får alltså inte förvanskas. Citatet ska vara en exakt återgivning av vad som står i källan, inklusive interpunktion och eventuell kursivering (då citat översätts måste man göra en avvägning mellan form och innehåll med hänsyn till citatets natur). 
Stavfel kan hanteras på olika sätt; ibland rättas de utan kommentarer, ibland får de stå kvar markerade med [sic], [sic!] (latin för 'så') eller [!] efteråt. Dessa kan även användas för att markera andra märkliga påståenden för att markera för läsaren att man inte skrivit fel när man citerat. "Sic" används däremot inte för att markera att man tar avstånd från det som sägs. Äldre ordformer kan på liknande sätt ibland moderniseras utan att kommenteras.
Om det i det angivna citatet används citationstecken, brukar de skrivas om till enkla citattecken, och fortfarande omsluta hela citatet med citationstecken. 
Små ändringar eller förklaringar som krävs för att få sammanhang sätts också inom hakparentes. Exempel: "Han [Jonsson] är en knöl" eller "[han hävdade] att Jonsson är en knöl" (om originalet t.ex. börjar "Sedan hävdade han [...]"). Om man vill framhäva ett ord eller en del av citatet genom att kursivera det bör man efter citatet lägga till inom hakparentes att det är ens egen kursivering. Om citatet redan är kursiverat i källan kan det ibland vara lämpligt att på samma sätt notera att det inte är ens egen kursivering. 
Uteslutna ord markeras med uteslutningstecken inom hakparenteser ("[…]"). Uteslutningar får inte medföra att innebörden förvanskas eller att information som är viktig för sammanhanget tas bort.

## Vetenskapliga citeringar
Inom forskarvärlden används ordet citering för att beteckna källhänvisningar mellan vetenskapliga verk även om dessa hänvisningar inte inbegriper citat. Ordet förekommer i begrepp som citeringsdatabas och citeringsanalys. Att citera kan därför antingen betyda att använda ett citat eller att göra en vetenskaplig källhänvisning.